# Analyse de survie

Exemple de courbe de survie.

L'analyse de (la) survie est une branche des statistiques qui cherche à modéliser le temps restant avant la mort pour des organismes biologiques (l'espérance de vie) ou le temps restant avant l'échec ou la panne dans les systèmes artificiels, ce que l'on représente graphiquement sous la forme d'une courbe de survie. On parle aussi d'analyse de la fiabilité en ingénierie, d'analyse de la durée en économie ou d'analyse de l'histoire d'événements en sociologie. La représentation des données de survie se fait souvent sous la forme graphique d'une courbe de survie. Plus généralement, l'analyse de survie implique la modélisation du facteur temps dans la probabilité d'occurrence des événements, notamment grâce à des concepts tels que le taux de défaillance instantané ou la loi de fiabilité d'un système. L'analyse de survie a été généralisée à la modélisation d'événements non pas uniques mais récurrents dans le temps, comme peuvent l'être par exemple les rechutes en cas de maladie, voire à des systèmes plus complexes encore soumis à des risques multiples qui peuvent dépendre les uns des autres, etc. 
L'analyse de survie repose souvent sur des séries temporelles de données longitudinales. Dans les cas où les événements d'intérêt ne se sont pas produits avant la fin de la période d'observation (par exemple, la maladie n'est pas apparue chez un malade) on parle de censure de la série de données.

## Historique
La première méthode d'analyse de survie, la méthode actuarielle, est apparue en 1912. Elle est utilisée dans le domaine médical pour la première fois en 1950. La seconde méthode, dite de Kaplan-Meier, est apparue en 1958.

## Formulation générale

### Fonction de survie
La fonction de survie ( « Survival function » ), notée S par convention, est définie par :
où t est la variable temps, T est une variable aléatoire symbolisant le moment du décès, et {\displaystyle \mathbb {P} } est la fonction probabilité. La fonction de survie est égale à la probabilité que le décès intervienne après un temps t donné.

### Fonction de distribution de longévité et densité d'évènement
La fonction de distribution de longévité, notée F, est définie en complément de la fonction de survie,
La fonction dérivée de F, qui est la fonction densité de la distribution de longévité, est notée conventionnellement f,
La fonction f est quelquefois appelée la densité évènement ; c'est le taux de mortalité ou d'évènements en échec par unité de temps.
La fonction de survie est aussi définie en termes de distribution et de fonction de densité.
De manière similaire, une fonction de densité d'évènement de survie peut être définie par :

### Fonction d'aléa et fonction d'aléa cumulative
Le taux de défaillance, ou fonction d'aléa, noté {\displaystyle \lambda } par convention, est défini comme le taux d'évènements (décès, échec...) au temps t connaissant la probabilité de survie, de réussite au temps t ou au-delà,
La force de mortalité est un synonyme de fonction d'aléa qui est utilisée particulièrement en démographie et science actuarielle, où elle est notée {\displaystyle \mu }. Le terme taux d'aléa est un autre synonyme.
La fonction d'aléa doit être positive ou nulle, λ(t) ≥ 0, et son intégrale sur {\displaystyle [0,\infty ]} est infinie, mais n'a pas d'autres contraintes ; elle peut croître, décroître, être non-monotone, non continue.
Un exemple est celui de la fonction de la courbe de la baignoire, qui est grande pour des petites valeurs de t, décroit jusqu'à un minimum, et croit à nouveau ; elle peut modéliser la propriété de quelques systèmes mécaniques de tomber en panne peu de temps après être entré en service, ou bien longtemps après alors que le système a vieilli.